# Exochus marginalis
Exochus marginalis là một loài tò vò trong họ Ichneumonidae.